# Mnemiopsis leidyi
Espèce
Synonymes
- Mnemiopsis gardeni L. Agassiz 1860
- Mnemiopsis mccradyi, Mayer, 1990

Mnemiopsis leidyi est une espèce de cténophores pélagiques transparents, faisant partie des espèces de macroplancton prédatrices (de forme ovale et lobée, de 3 à 12 cm de long), vivant sur la frange côtière. Elle peut devenir envahissante dans certaines conditions,.

## Description morphologique d'un cténophore
Les cténophores sont des invertébrés marins considérés comme du plancton, c’est-à-dire que leurs déplacements sont majoritairement dictés par les courants marins. Ils peuvent cependant se déplacer légèrement en utilisant leurs rangées de peignes natatoires, faisant d’eux les plus gros animaux à se déplacer grâce à ce genre de locomotion. Ils sont presque entièrement transparents et possèdent une symétrie radiale, qui leur confère généralement une forme sphérique ou ellipsoïdale. La plupart des cténophores sont prédateurs, se nourrissant de larves de poissons, de zooplancton ou même parfois d’autres cténophores, quoique certaines espèces soient parasites. 
Même si certains cténophores ressemblent à des cnidaires (méduses), ils ne possèdent pas de nématocystes - des cellules modifiées en dard causant une sensation de brûlure lors d'une piqûre de méduse – mais des colloblastes. Les colloblastes sont aussi des cellules modifiées, mais elles ont plutôt la fonction de coller les proies afin de les capturer. Ces cellules sont concentrées sur deux tentacules pouvant parfois atteindre plusieurs fois la longueur de l’animal. Les espèces de la classe des Tentaculata, comme Mnemiopsis leidyi, possèdent des tentacules, mais ceux de cette espèce sont très courts : son mode d’alimentation principal est donc le courant créé par des cellules ciliées, qui dirige ses proies vers sa bouche.

## Répartition et habitat

Distribution mondiale de Mnemiopsis leidyi. Il est originaire de la côte Est des Amériques mais aurait colonisé la mer Noire et la Caspienne par le déversement de l'eau de ballast de navires pétroliers.

Cette espèce vit surtout dans les eaux côtières de l'hémisphère nord (mer du Nord et Atlantique Nord, Méditerranée, mer Noire, mer d'Azov, mer Égée, mer Caspienne, mais aussi sur les côtes atlantiques sud-américaines.
Il apprécie les eaux peu profondes et eutrophes. Très tolérant et résistant (euryhalin et eurytherme), il peut se développer dans les estuaires, même dans les eaux chaudes et pauvres en dioxygène.

## Comportement alimentaire, invasivité
Contrairement à des métazoaires "supérieurs" tels que les copépodes ou les poissons prédateurs, les cténophores sont une lignée de métazoaires apparemment peu évolués et ne possédant que peu de capacités sensori-motrices. Pourtant, ces cténophores lobés peuvent capturer des proies avec des taux de succès comparables à ceux de copépodes beaucoup plus évolués, et comparables à ceux de nombreux poissons prédateurs. Ils sont même capables de modifier la composition des communautés planctoniques côtières.
On a récemment montré que le succès de Mnemiopsis leidyi est dû à sa capacité à utiliser des cils pour générer un courant d'alimentation qui entraîne la "filtration" de grands volumes d'eau d'une manière presque indétectable par sa proie. Cette forme de "prédation furtive" fait de Mnemiopsis un prédateur généraliste très efficace pour capturer une large gamme de proies microplanctoniques (d'environ 50 μm), des copépodes (+/- 1 mm), et des larves de poissons (jusqu'à plus de 3 mm). L'efficacité et la polyvalence de ce mécanisme alimentaire très furtif a fait de M. leidyi une espèce notoirement destructrice et envahissante quand elle n'est pas elle-même contrôlée par ses prédateurs.

### Problèmes causés parMnemiopsis leidyi
À l’origine, Mneniopsis leidyi est indigène aux régions côtières de cap Cod, dans le Massachusetts. Comme beaucoup d’espèces marines planctoniques, ce cténophore est devenu une espèce exotique envahissante par l’entremise de l’eau de ballast de navires commerciaux. En effet, avant la mise en place de législations, les navires remplissaient leur coque de l’eau d’un port afin d’augmenter leur stabilité en mer et la vidaient lorsqu’ils arrivaient à destination, permettant ainsi à certaines espèces d’effectuer une migration autrement impossible. C'est le cas de Mnemiopsis leidyi, qui est devenu envahissant grâce à son succès comme prédateur et meilleur compétiteur que les autres espèces endémiques de la mer Noire et de la mer Caspienne. 
Cette espèce figure désormais sur la « Liste noire des espèces envahissantes dans le milieu marin » de Méditerranée de l'UICN.
La mer Noire était auparavant un milieu biodiversifié. Cependant, au cours du XXe siècle, plusieurs introductions accidentelles ou intentionnelles d’espèces exotiques ont perturbé le réseau trophique de cet écosystème. Parmi les 26 espèces exotiques introduites dans la mer Noire, Mnemiopsis leidyi est de loin celle qui a eu le plus gros impact sur cet écosystème : la richesse en espèces y est beaucoup plus faible qu’à son arrivée et la zone pélagique est maintenant dominée par ce plancton gélatineux.
Mnemiopsis leidyi a été noté pour la première fois dans la mer Noire en 1982 et depuis, son abondance a grandement augmenté, avec deux années records en 1989 et 1994. Ce cténophore a ensuite réussi à envahir d'autres bassins à proximité de la mer Noire, comme la mer d'Azov. M. leidyi nécessite cependant des eaux à plus de 4 °C. Dans la mer Noire où cette condition est toujours respectée, on le retrouve toute l’année. Dans la mer d’Azov, plus froide en hiver, il doit recoloniser le bassin chaque année. 

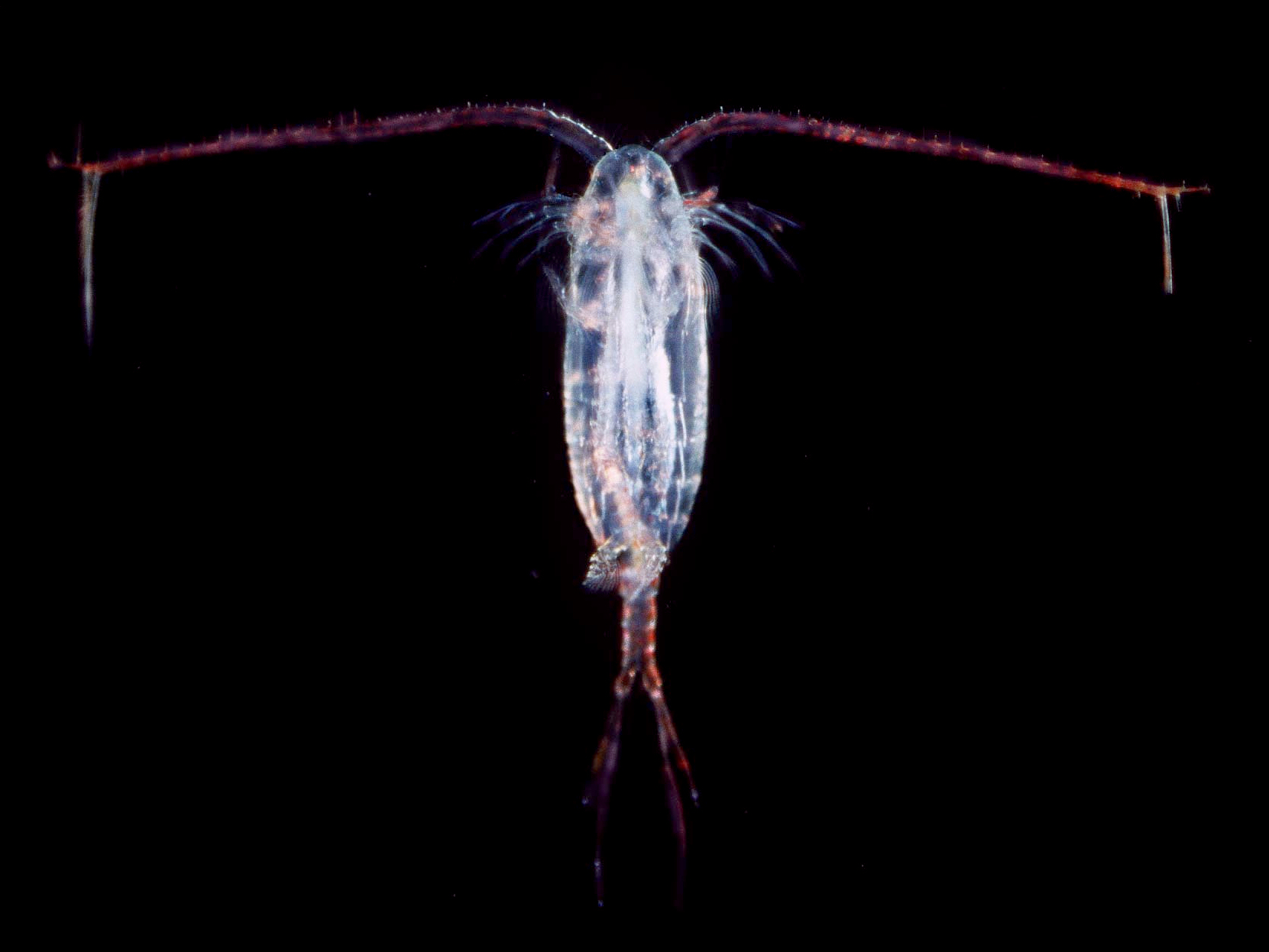
Un copépode, une des sources d'alimentation favorite de Mnemiopsis leidyi. La suralimentation du cténophore sur le zooplancton a eu un effet de cascade trophique sur les populations de poissons de la mer Noire.

Le pic d’abondance de 1989 peut être expliqué comme suit. En 1988, les populations d’anchois ont subi une grave surpêche. Cette baisse de leur population a provoqué une cascade trophique. Leur prédateur ayant presque disparu, les communautés de zooplancton ont augmenté massivement, favorisant l’alimentation du cténophore et causant une croissance incroyable de sa population. Cela a réduit la diversité planctonique, au point de faire disparaître durant quelques années deux espèces de copépodes et un chaetognathe et de diminuer de façon drastique les populations de dauphins qui se nourrissaient de petits poissons. Mnemiopsis leidyi peut en effet consommer jusqu’à dix fois son propre poids en une seule journée, ce qui a un impact très important sur les pêcheries, étant donné qu’il se nourrit d’œufs et de larves de poissons. La domination du milieu pélagique par Mnemiopsis leidyi a causé une baisse de la diversité dans la communauté de poissons planctonivores et de zooplancton de la mer Noire durant près de 20 ans. Vers le milieu des années 1990, Mnemiopsis leidyi comptait pour environ 90 % de la biomasse de la mer Noire. À ce jour, la diversité de ces communautés tend à retrouver son état initial, car les pullulations du cténophore ont grandement diminué, même s’il reste l’espèce pélagique dominante. La mer Noire s’est donc adaptée à cette invasion et est maintenant plus résistante à cette espèce exotique.   
Lorsque les populations de M. leidyi augmentent, l'abondances et la diversité des larves de poissons et du zooplancton diminuent, ce qui prouve que cette espèce est un réel problème et une menace pour la biodiversité marine de la mer Noire et de la Caspienne. Des séries temporelles d’abondance de la mer Noire montrent en effet que le nombre d’œufs ou de larves de poissons est négativement corrélé à l’abondance de Mnemiopsis leidyi. 
À la suite de l’invasion de Mnemiopsis leidyi en mer Noire et son abondance record en 1989, la présence du cténophore dans la mer Caspienne était prédite et redoutée. Ce n’est cependant qu’en 1999 qu’il y a été officiellement récolté. Le déversement de l’eau de ballast des navires provenant de la mer Noire ou de la mer d'Azov est probablement la façon dont il a réussi à atteindre la mer Caspienne. L’année suivante, M. leidyi a été récolté dans l’ensemble de la Caspienne, témoignant de son caractère envahissant et de sa croissance et reproduction extrêmement rapide. La section de la mer Caspienne la plus au Nord gèle cependant durant l’hiver, ce qui pourrait empêcher M. leidyi d’être dominant toute l’année, favorisant ainsi d’autres espèces durant l’hiver. Contrairement à la mer Noire, le prédateur final de l’écosystème n’est pas un poisson, mais le phoque de la Caspienne (Pusa caspica). Les chercheurs prédisent donc qu’une cascade trophique similaire se produira, mais impactera cette fois-ci les populations de ce mammifère marin, qui se nourrit principalement de poissons. Une diminution dans la disponibilité de leurs proies, ainsi qu’une pression de chasse assez forte durant l’hiver pourraient bien suffire à réduire les populations de phoques de la Caspienne sous un seuil viable, provoquant ainsi son extinction.
D’un point de vue plus économique, l’invasion de Mnemiopsis leidyi a eu un impact immense sur les pêcheries de la mer Noire et de la Caspienne. En effet, se nourrissant de larves d’anchois et d’autres petits poissons, l’augmentation de son abondance a diminué l’industrie locale. Il est estimé qu’environ 1 milliard de dollars US a été perdu depuis son invasion et que l’industrie des anchois dans la mer d’Azov s’est complètement effondrée. 
M. leidyi ne fait pas que se nourrir des espèces prisées par les pêcheurs. Son corps gélatineux est souvent retrouvé dans les filets de pêche, les obstruant et diminuant leur efficacité. Il peut aussi se retrouver coincé dans les grilles des systèmes de traitement des eaux usées ou de rejet des usines, augmentant la pression dans ces systèmes et favorisant les bris. Ce genre d’impact représente des coûts énormes pour les villes ou les industries, qui doivent constamment prévenir le colmatage de ces grilles et réparer les dommages.
Récemment, Mnemiopsis leidyi a été recensé dans la mer Baltique ainsi que sur la côte ouest de la Norvège. Des chercheurs, s’inquiétant de voir le même scénario se reproduire, ont effectué des études de préférences alimentaires du cténophore. Ils ont d’abord observé que M. leidyi se trouvait au même niveau trophique que le reste des cténophores, réduisant les risques de cascade trophique. De plus, les études de préférences alimentaires ont démontré qu’il ne se nourrissait pas des œufs ou des larves de poissons des espèces présentes, réduisant considérablement le risque d’une augmentation massive de sa population. Il se nourrirait majoritairement de copépodes. Son impact sur la biodiversité de la mer Baltique est donc potentiellement moins important, mais il n’en demeure pas moins qu'il doit être surveillé de près et que son introduction risque de causer quelques changements, mineurs ou majeurs, dans les communautés pélagiques.
Mnemiopsis leidyi a été découvert sur les côtes françaises en 2009.

#### Succès en tant que prédateur

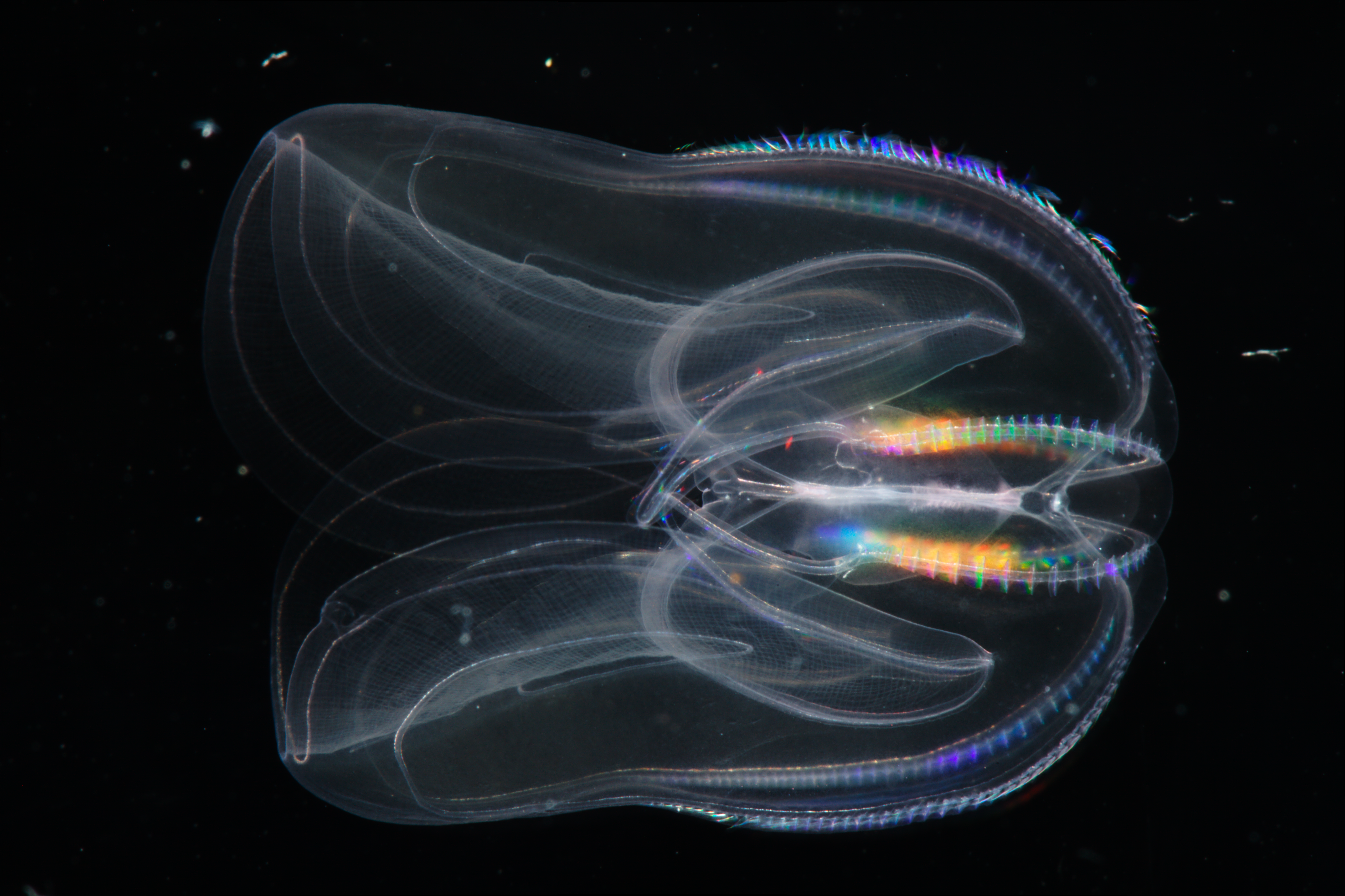
Image de Mnemiopsis leidyi dans la colonne d'eau. Noter les rangées de cellules ciliés utilisées pour l'alimentation.

Le succès de Mnemiopsis leidyi est non seulement lié au fait qu’il peut survivre à un vaste intervalle de conditions environnementales, mais aussi au fait qu’il est un très bon prédateur. En effet, les cténophores utilisent leurs deux tentacules munis de cellules collantes nommées colloblastes. Typiquement, le cténophore laisse traîner ces tentacules derrière lui, capture ses proies passivement, et ramène de temps en temps ses tentacules vers sa bouche pour ingérer les proies qui y sont collées. Le cténophore se déplace dans la colonne d’eau avec le courant, mais aussi grâce à ses huit bandes de cellules ciliées. Ce type de mouvement est presque imperceptible par ses proies, qui ne se doutent pas de son approche. La plupart des espèces de zooplancton captent en effet la présence des prédateurs en détectant des changements brusques dans le mouvement de leur milieu environnant. Puisque le seul mouvement du cténophore est celui des cellules ciliées et que celles-ci ne causent pas de changements drastiques dans les courants, il est en fait invisible aux autres espèces planctoniques. Ce genre de prédation fait aussi de Memiopsis leidyi un prédateur généraliste, car il ingère tout ce que le mouvement créé par ses rangées de cils est capable de pousser vers sa bouche, que ce soit du plancton de l’ordre de quelques microns ou des œufs de poissons de quelques millimètres de diamètre.

#### Succès en tant que compétiteur
Pour qu'une espèce exotique devienne envahissante, elle doit être capable de survivre au climat de toute l’année (ce qui contribuerait à expliquer le nombre d’invasion plus bas en Amérique du Nord) et elle doit avoir un avantage en tant que compétiteur sur les espèces indigènes. En mer Noire, Mnemiopsis leidyi répond à tous ces critères. 
L’avantage le plus important ayant favorisé l’expansion massive de M. leidyi est probablement son absence de prédateurs et le fait qu’il soit un cténophore généraliste. Ainsi, le zooplancton pélagique lui permettait de se nourrir sans limites et il n’avait aucun contrôle de population top-down, c’est-à-dire par un prédateur,. Il n’y avait donc aucun facteur limitant sa croissance.
En outre, Mneiopsis leidyi est doté d’une croissance et d’une reproduction extrêmement rapide, ce qui favorise encore l'explosion de population. Un individu est capable de produire environ 10 000 œufs par jour lorsqu’il est fertile. Comme il est aussi capable de compléter son cycle de vie (de l’œuf à l’adulte) en 14 jours, ses invasions sont extrêmement rapides et difficiles à prévenir. C'est aussi une espèce hermaphrodite, c’est-à-dire qu’elle possède les deux sexes à la fois, et elle est capable de s’autoféconder. Chaque individu se reproduit donc, ce qui favorise encore une fois une forte croissance de population.
En termes de conditions environnementales, M. leidyi est extrêmement tolérant. Il peut vivre dans un grand intervalle de température, entre 1,3 et 32 °C, et dans des milieux peu salin (3,4 %) à extrêmement salin (75 %). Il peut aussi survivre à des milieux hypoxiques (moins de 2 mg d’oxygène dissous par litre), ce qui le rend effectivement capable de vivre dans tous les milieux de la mer Noire. L'ensemble de ces facteurs lui donnent un avantage énorme sur ses compétiteurs indigènes, provoquant sa domination dans la zone pélagique.

### Solutions au problème

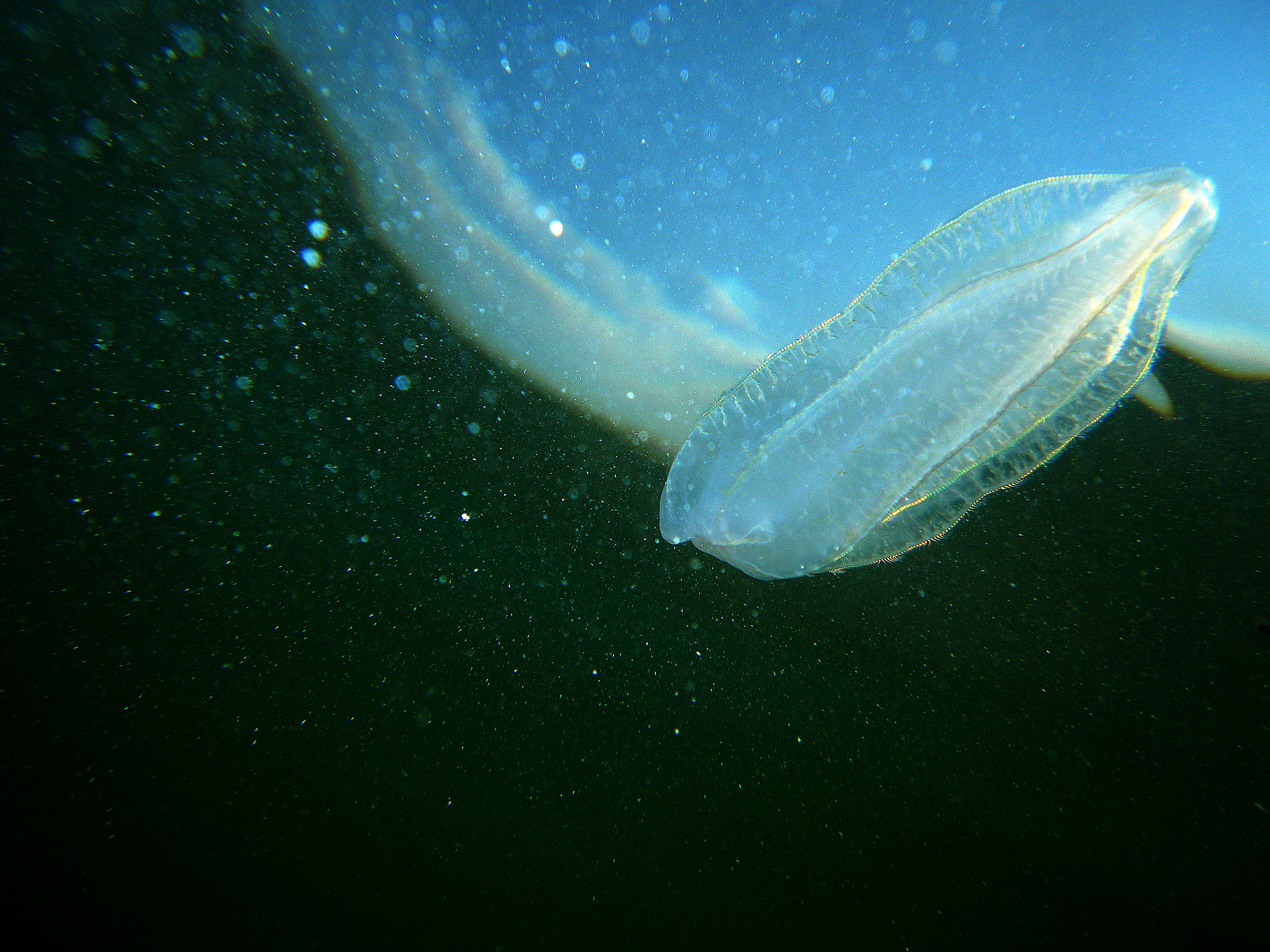
Un cténophore Beroe ovata photographié en mer Noire.

Puisque l’invasion de Mnemiopsis leidyi a eu un impact extrêmement important dans l’économie et l’écologie de la mer Noire, certaines mesures ont été prises afin de tenter de rétablir l’écosystème. Une de ses solutions a été d’introduire un de ses prédateurs naturels, le cténophore Beroe ovata. Celui-ci se nourrit en effet principalement d’autres cténophores, ce qui en fait un bon candidat comme outil de lutte biologique. Lorsque les populations de M. leidyi commencent à augmenter rapidement au début de l’été, celles de B. ovata font peu après de même. Lorsque les stocks de M. leidyi diminuent, Beroe ovata disparaît jusqu’à l’été suivant. Un deuxième pic d’abondance de M. leidyi survient vers les mois de septembre ou octobre, mais celui-ci est beaucoup moins important. L’introduction de B. ovata à donc quelque peu rétabli l’écosystème de la mer Noire dans son état d’origine. Mnemiopsis leidyi est maintenant limité aux zones les plus chaudes de la mer Noire et cela seulement à certaines périodes de l’année. L’année suivant l’introduction de B. ovata (1999), la biomasse de zooplancton et la densité d’œufs de poissons ont beaucoup augmenté, et la richesse en espèces de la mer Noire a quadruplé par rapport à celle de 1989, année où M. leidyi était le plus abondant. 
Une autre des solutions proposée est de protéger les stocks des pêcheries en créant des aires d’aquaculture. Ces aires seraient fermées et donc à l’abri du cténophore. Les œufs et les larves de poissons seraient alors exempts d’une pression de prédation et cela contribuerait à rétablir leurs populations dans la mer Noire.